# Вопросы истории
Вопросы истории — радянський і російський щомісячний науковий журнал. Виходить у Москві. Створений у вересні 1945 на базі журналу «Историк-марксист» (друкувався з січня 1926) та «Исторического журнала» (виходив з січня 1937) як орган Відділення історичних наук АН СРСР та Міністерства вищої і середньої спеціальної освіти. Від вересня 1996 — орган РАН. «Вопросы истории» публікує проблемні статті із загальних питань історії, теорії історичного процесу, питань історіографії, джерелознавства та ін.
Останнім часом більшість публікацій має науково-популярну спрямованість.